# Camarines Sur
Camarines Sur is een provincie van de Filipijnen op het Bicolschiereiland in het zuidoosten van het eiland Luzon. De provincie maakt deel uit van regio V (Bicol Region). De hoofdstad van de provincie is de gemeente Pili. Bij de census van 2015 telde de provincie bijna 1953 duizend inwoners.

## Geografie

### Bestuurlijke indeling
Camarines Sur bestaat 2 steden en 35 gemeenten.

#### Steden
- Iriga City
- Naga City

#### Gemeenten
| - Baao - Balatan - Bato - Bombon - Buhi - Bula - Cabusao - Calabanga - Camaligan - Canaman - Caramoan - Del Gallego | - Gainza - Garchitorena - Goa - Lagonoy - Libmanan - Lupi - Magarao - Milaor - Minalabac - Nabua - Ocampo - Pamplona | - Pasacao - Pili - Presentacion - Ragay - Sagñay - San Fernando - San Jose - Sipocot - Siruma - Tigaon - Tinambac |

Deze steden en gemeenten zijn weer verder onderverdeeld in 1063 barangays.

## Demografie
Camarines Sur had bij de census van 2015 een inwoneraantal van 1.952.544 mensen. Dit waren 130.173 mensen (7,1%) meer dan bij de vorige census van 2010. Ten opzichte van de census van 2000 was het aantal inwoners gegroeid met 400.995 mensen (25,8%). De gemiddelde jaarlijkse groei in die periode kwam daarmee uit op 1,32%, hetgeen lager was dan het landelijk jaarlijks gemiddelde over deze periode (1,72%).

De bevolkingsdichtheid van Camarines Sur was ten tijde van de laatste census, met 1.952.544 inwoners op 5497,03 km², 355,2 mensen per km².

## Economie
Camarines Sur is een relatief arme provincie. Uit cijfers van het National Statistical Coordination Board (NSCB) uit het jaar 2003 blijkt dat 47,1% (11.873 mensen) onder de armoedegrens leefde. In het jaar 2000 was dit 47,2%. Daarmee staat Camarines Sur 24e op de lijst van provincies met de meeste mensen onder de armoedegrens. Van alle 79 provincies staat Camarines Sur bovendien 22e op de lijst van provincies met de ergste armoede.